# Вобарно
Вобарно (итал. Vobarno, ломб. Boàren) — коммуна в Италии, в провинции Брешиа области Ломбардия.
Население составляет 7690 человек (на 2004 г.), плотность населения составляет 142,4 чел./км². Занимает площадь 53,2 км². Почтовый индекс — 25079. Телефонный код — 0365.
Покровительницей коммуны почитается Пресвятая Богородица (Madonna della Rocca), празднование во второе воскресение сентября и в последующий понедельник.

## Города-побратимы
- Шюмег, Венгрия (2008)